# Cobra (язык программирования)
Cobra — высокоуровневый объектно-ориентированным язык программирования общего назначения. Разработан Чаком Эстербруком для платформ .NET и Mono. Синтаксис языка основывается на синтаксисе Python, используются отступы для синтаксического выделения блоков кода. Язык поддерживает как статическую типизацию, так и динамическую, обеспечивает поддержку контрактного программирования и встроенное модульное тестирование. Имеет возможность использования лямбда-выражений, замыканий, списочных выражений и генераторов. Cobra обеспечивает быструю разработку и высокую производительность.
Реализация языка Cobra имеет открытый исходный код, выпущена под лицензией MIT 29 февраля 2008 года, позволяющей беспрепятственное использование и модификацию кода.

## Синтаксис и семантика

### Строки документации
Cobra предлагает механизм документирования кода DocString.
```
class
 
Utils

    
shared

        
def
 
countChars
(
s
 
as
 
String
,
 
c
 
as
 
char
)
 
as
 
int

            
"""

            Возвращает количество символов c в строке s.

            """

            
count
 
=
 
0

            
for
 
ch
 
in
 
s

                
if
 
ch
 
==
 
c

                    
count
 
+=
 
1

            
return
 
count

```

### Модульное тестирование
Позволяет проверить на корректность отдельные класс, свойство или метод исходного кода программы.
```
class
 
Utils

    
shared

        
def
 
countChars
(
s
 
as
 
String
,
 
c
 
as
 
char
)
 
as
 
int

            
"""

            Возвращает количество символов c в строке s

            """

            
test

                
assert
 
Utils
.
countChars
(
''
,
 
c
'x'
)
 
==
 
0

                
assert
 
Utils
.
countChars
(
'x'
,
 
c
'x'
)
 
==
 
1

                
assert
 
Utils
.
countChars
(
'X'
,
 
c
'x'
)
 
==
 
0

                
assert
 
Utils
.
countChars
(
' ! ! '
,
 
c
'!'
)
 
==
 
2

            
body

                
count
 
=
 
0

                
for
 
ch
 
in
 
s

                    
if
 
ch
 
==
 
c

                        
count
 
+=
 
1

                
return
 
count

```

### Контрактное программирование
Обеспечивает корректные входные данные вызываемому компоненту, помогая поймать ошибки раньше, когда они легче диагностируются.
```
class
 
Customer

    
var
 
_contacts
 
as
 
List
<
of
 
Contact
>

    
get
 
contacts
 
from
 
var

    
def
 
addContact
(
contact
 
as
 
Contact
)

        
require

            
contact
 
not
 
in
 
.
contacts

            
contact
.
name

            
contact
.
customer
 
is
 
nil

        
ensure

            
contact
.
customer
 
==
 
this

            
.
contacts
.
count
 
==
 
old
 
.
contacts
.
count
 
+
 
1

        
body

            
contact
.
customer
 
=
 
this

            
_contacts
.
add
(
contact
)

```

### Слежка за null во время компиляции
Позволяет избежать во многих случаях ошибки нулевого указателя во времени выполнения. В Cobra null может быть передан если разрешен nullable тип: один суффикс знака вопроса (?).
```
class
 
Foo

    
def
 
bar
(
s
 
as
 
String
?
)

        
if
 
s
 
# same as "if s is not nil"

            
print
 
Utils
.
countChars
(
s
,
 
c
'x'
)

```

## Влияние других языков на Cobra[2]
Cobra создавался под влиянием множества языков программирования:
- Python, Ruby — синтаксис
- C#, C++ — производительность работы
- Objective-C, Visual Basic — статические и динамические типы
- Eiffel, Spec# — метод контрактного программирования
- Spec#, iihtdioa, C# — слежка за null во время компиляции

## IDE
- Visual Studio
- MonoDevelop

## Пример
Пример «Hello world»:
```
class
 
Hello

    
def
 
main

        
print
 
'Hello, world!'

```

Пример генератора чисел Фибоначчи:
```
class
 
Fib

    
def
 
compute
(
count
 
as
 
int
)
 
as
 
List
<
of
 
int
>
 
is
 
shared
 
        
list
 
=
 
List
<
of
 
int
>
()

        
a
,
 
b
 
=
 
0
,
 
1

        
for
 
i
 
in
 
count

            
list
.
add
(
b
)

            
a
,
 
b
 
=
 
b
,
 
a
 
+
 
b

        
return
 
list

class
 
Program

    
def
 
main

        
i
 
=
 
1

        
for
 
n
 
in
 
Fib
.
compute
(
10
)

            
print
 
'[i]. [n]'

            
i
 
+=
 
1

```

Пример класса:
```
class
 
Person

    
var
 
_name
 
as
 
String

    
var
 
_age
 
as
 
int

    
cue
 
init
(
name
 
as
 
String
,
 
age
 
as
 
int
)

        
_name
,
 
_age
 
=
 
name
,
 
age

    
def
 
toString
 
as
 
String
 
is
 
override

        
return
 
'My name is [_name] and I am [_age] years old'

```